# Acrophyseter
Acrophyseter es un género de cetáceo extinto que vivió durante el Mioceno hace aproximadamente entre 12 a 7 millones de años, siendo encontrados sus fósiles en la Formación Pisco de Perú.

## Descripción

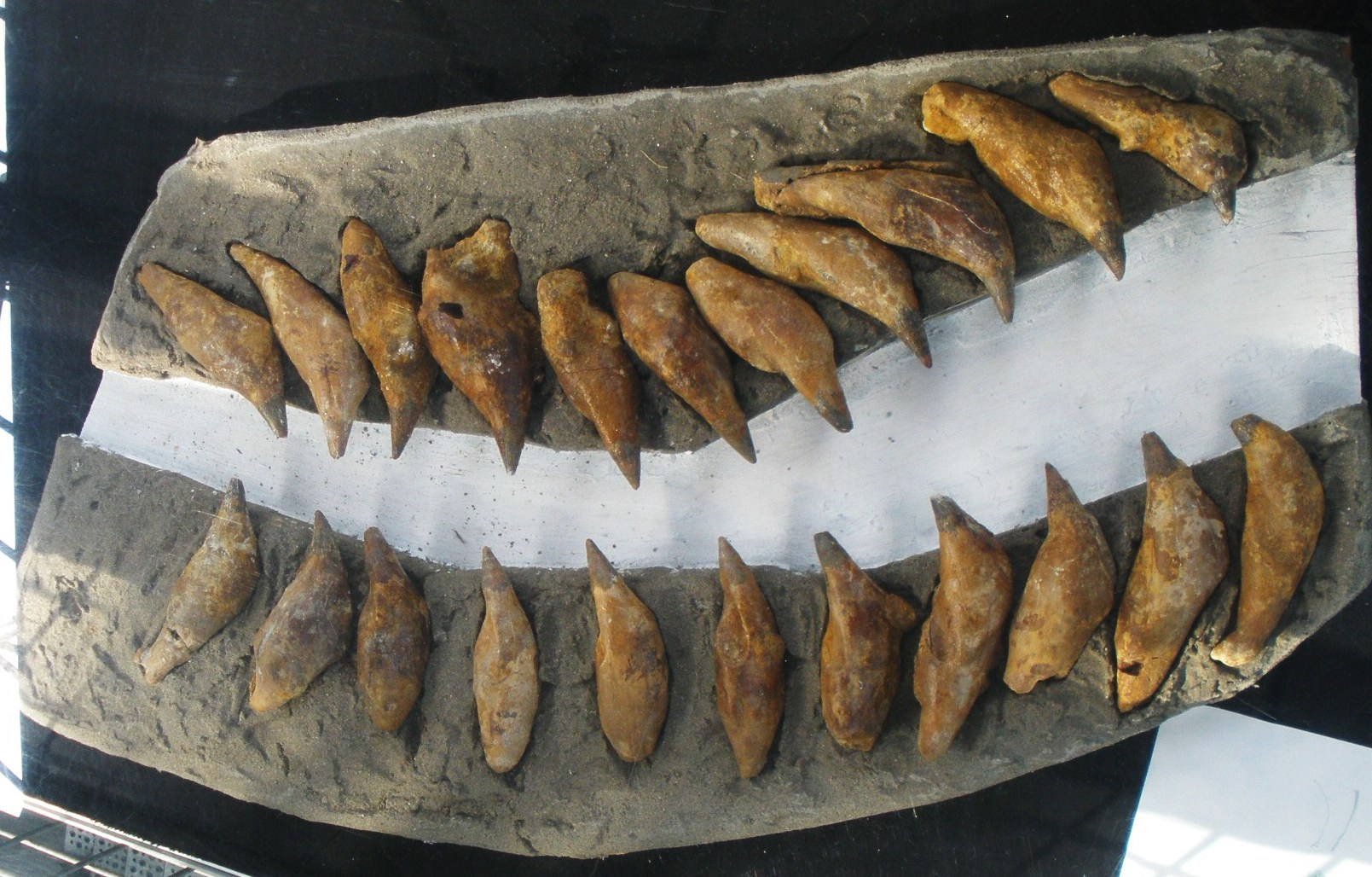
Dientes

Eran más pequeños que los cachalotes actuales, con alrededor de 4 metros de longitud. La especie A. deinodon tenía un rostro relativamente corto y las mandíbulas curvadas hacia arriba. También a diferencia de los cachalotes tenía grandes dientes en ambas mandíbulas; 12 pares en la mandíbula superior y 13 pares en la inferior. Estos dientes eran grandes, afilados, y firmemente anclados en alvéolos profundos; el nombre de la especie, deinodon proviene del griego deinos, que significa terrible, y odon, diente. Los dientes posteriores inferiores estaban muy agrupados lo que sugieren que eran usados para cortar, a diferencia del método de alimentación por succión que emplean los cachalotes modernos, los cuales ni siquiera tienen dientes en su mandíbula superior. Estas diferencia implican que Acrophyseter se alimentaba de presas comparativamente grandes, tales como ballenas pequeñas como Piscolithax, pinípedos como Acrophoca y pingüinos como Spheniscus urbinai que vivieron en el área por esa época.
Varias características craneales como el tamaño de los dientes y la presencia de esmalte dental —el cual no poseen los cachalotes modernos— indican que Acrophyseter es probablemente el taxón hermano del grupo de Brygmophyseter y Zygophyseter y el grupo que abarca a Aulophyseter y los actuales fiseteroideos, los cógidos y fisetéridos.
Una segunda especie de Acrophyseter, A. robustus, ha sido nombrada de fósiles hallados en depósitos de las épocas del Serravalliense al Tortoniense en la Formación Pisco.